# 奈良運輸支局
奈良運輸支局（ならうんゆしきょく）は国土交通省の運輸支局のひとつ。奈良県は海に接していないので、陸運部門のみが存在する。所在地は奈良県大和郡山市額田部北町で、2004年10月12日に奈良市南京終町から現在地に移転して業務を開始している。

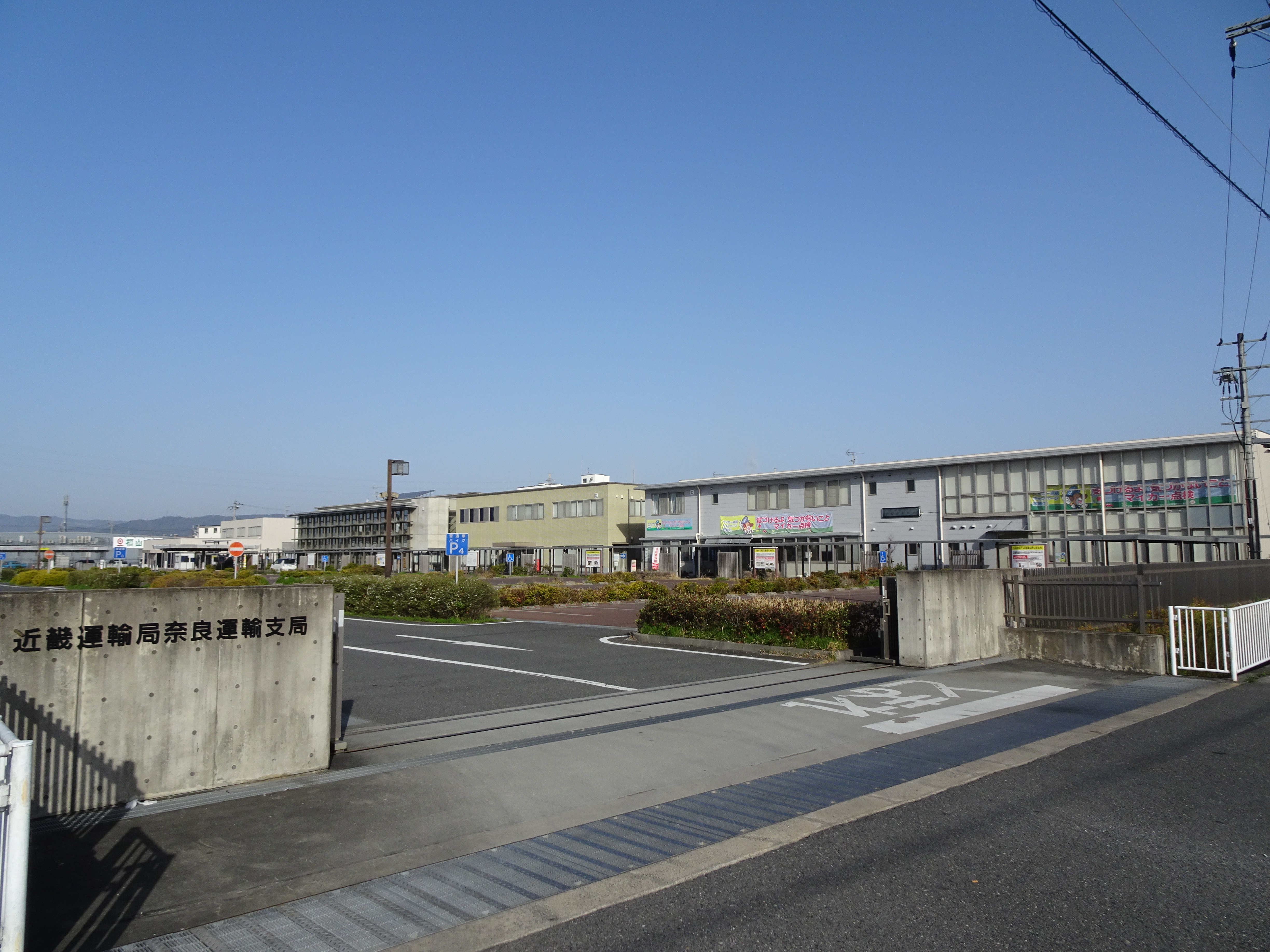
奈良運輸支局

ここで交付されるナンバープレートは「奈良」ナンバーになる。1988年1月以前は「奈」ナンバーだった。
2020年（令和2年）5月11日からご当地ナンバーである「飛鳥」ナンバーの交付を開始した。

## 自動車登録管轄区域
奈良県全域である。
- 「飛鳥」ナンバー対象地域：橿原市、磯城郡の一部（三宅町、田原本町）、高市郡